# Maripá
Maripá is een gemeente in de Braziliaanse deelstaat Paraná. De gemeente telt 5.673 inwoners (schatting 2009).

## Aangrenzende gemeenten
De gemeente grenst aan Assis Chateaubriand, Nova Santa Rosa, Palotina en Toledo.